# 1262
Високе Середньовіччя •  Реконкіста •  Хрестові походи •  Монгольська імперія

## Геополітична ситуація
Михайло VIII Палеолог є імператором Візантійської імперії (до 1282). У Священній Римській імперії триває період міжцарства (до 1273). У Франції править Людовик IX (до 1270).
Апеннінський півострів розділений: північ належить Священній Римській імперії, середню частину займає Папська область, південь належить Сицилійському королівству. Деякі міста півночі: Венеція, Піза, Генуя тощо, мають статус міст-республік.
Майже весь Піренейський півострів займають християнські Кастилія, Леон (Астурія, Галісія), Наварра, Арагонське королівство (Арагон, Барселона) та Португалія, під владою маврів залишилися тільки землі на самому півдні. Генріх III є королем Англії (до 1272), а королем Данії — Ерік V (до 1286).
Ярлик від Золотої Орди на княжіння у Володимирі-на-Клязьмі має Олександр Невський. Король Русі Данило Романович править у Галичі. На чолі королівства Угорщина стоїть Бела IV (до 1270). У Кракові княжить Болеслав V Сором'язливий (до 1279).
Монгольська імперія займає більшу частину Азії. Північний Китай підкорений монголами, на півдні династія Сун усе ще чинить опір. У Єгипті правлять мамлюки. Невеликі території на Близькому Сході утримують хрестоносці. Альмохади все ще зберігають владу в частині Магрибу. Делійський султанат є наймогутнішою державою Північної Індії, а на півдні Індії домінує Чола. В Японії триває період Камакура.
Цивілізація мая переживає посткласичний період. Почала зароджуватися цивілізація ацтеків.

## Події
- Шварно Данилович здобув перемогу над мазовшанами під Черськом.
- Литовський князь Міндовг уклав союз з Олександром Невським проти Лівонського ордену.
- Розпочалася Шотландсько-норвезька війна за контроль над островами в Північному морі.
- В Угорщині королевич Іштван підняв бунт проти свого батька Бели IV.
- Кастильський король Альфонс X відвоював у маврів Кадіс.
- Ісландія визнала сюзеренітет норвезького короля Гокона IV.
- Сенат Венеції консолідував борги міста в єдиний фонд, видавши кредиторам зобов'язання сплати з 5 % річними купонами. Зобов'язання можна було купувати й продавати, що призвело до виникнення вторинного ринку цінних паперів.
- Монголи захопили й розграбували Мосул.
- Хан Золотої Орди Берке уклав союз з єгипетським султаном Бейбарсом і пішов війною на хана Хулагу.
- Війська хана Хулагу перейшли через Кавказ і завдали поразки силам хана Ногая.
- Хан улусу Чагатай Алгу перекинувся від Ариг-буги до Хубілая у війні за титул великого хана монголів.
- Хан Золотої Орди Берке став на сторону Хубілая й почав наступ на Чагатайський улус.